# Vies brèves
 (septembre 2012).
Si vous disposez d'ouvrages ou d'articles de référence ou si vous connaissez des sites web de qualité traitant du thème abordé ici, merci de compléter l'article en donnant les références utiles à sa vérifiabilité et en les liant à la section « Notes et références ».
Vies brèves (Brief lives) est le septième album de la série de bande-dessinée anglo-américaine Sandman scénarisé par Neil Gaiman. L'album raconte une seule histoire qui s'étale sur plus de 200 planches et 9 chapitres.
La jaquette et la conception graphique sont de Dave McKean. Tout l'album est crayonné par Jill Thompson, encré par Vince Locke et colorié par Daniel Vozzo. La traduction française est de Geneviève Coulomb et le lettrage est d'Alessandro Benedetti. Postface de Peter Straub.
L'histoire de Vies brèves est autonome mais s'inscrit dans l'arc narratif du Sandman. Pour comprendre les tenants et aboutissants de l'intrigue, il peut être utile de lire auparavant les premiers tomes de la série, et en particulier Orphée et Thermidor, qui précède immédiatement cet album. On suit les aventures de Dream et de Delirium à la recherche de leur frère Destruction.

## Publications francophones
- Panini collection Vertigo Cult, Sandman : Vies brèves, 25 octobre 2007,  (ISBN 978-2809401042), traduction de Geneviève Coulomb.
- Vies brèves fait également partie de l'intégrale Sandman : Tome 4 édité par Urban Comics collection Vertigo Essentiels, 19 juin 2014,  (ISBN 978-2365773898).

## Chapitres
Sous-titres des chapitres de l'album.
- Chapitre 1

Des fleurs pour madame ; il pleut sur le seuil ; pas sa sœur ; vouloir / ne pas vouloir ; au dos du miroir ; journal de l'année de la peste ; « le numéro que vous demandez... ».
- Chapitre 2

Il pleut sur les mal-aimés ; rêves pluvieux ; expédition de pêche ; le baiser aux vouivres ; dîner en toute étiquette et amoureux en chocolat ; Desire jure par le premier cercle ; « les temps changent » ; Que risquons-nous ?.
- Chapitre 3

Chien d'artiste ; Ceux qui ont vu l'Atlantide ; Des mammouths et des chutes de maçonnerie ; truth, conséquences et autre lieux ; en rêve, je me rappelle parfois comment voler ; chœur de prophètes antiques ; les grenouilles de l'ennui ; qui organise les transports ?.
- Chapitre 4

« Scintiller, quel joli mot ! Smaragdin aussi. » ; du danger de fumer au lit ; précis d'optique ; un ours et son ombre ; l'autre face du ciel.
- Chapitre 5

Tout ça pour être aimée ; ne pas mettre les mains dans la lune ; moniteur d'auto-école ; Tiffany observe 1 ; les chevaliers blancs sont de la merde ; fleur de dalmatien ; Nancy est une érudite ; au revoir, madame. Merci, madame ; Tiffany observe 2.
- Chapitre 6

L'ennui avec les mortels ; les routes se séparent ; « quelque chose qui ait une fin heureuse » ; rêves de rencontres ou rencontres en rêve ? ; l'ennui avec les dieux ; la vie triste ; Mervyn remet les pendules à l'heure ; tempus frangit.
- Chapitre 7

Croissance improbable ; l'autre face de la pièce ; « mon enveloppe ne vaut plus rien » ; la cuisine élevée au rang des beaux-arts ; on compte des cerises, on conclut un marché ; la vie est un vin aigre ; les dédales se rencontrent.
- Chapitre 8

Un cerveau, un cœur, un voyage en ballon ; dîner ; quelque chose de neuf ; illusion de durée ; couronne d'étoiles ; échos de la nuit ; là-haut, très loin ; destination la fin.
- Chapitre 9

Adieux ; vœux exaucés ; fleurs de romance ; la fin du voyage ; à vos portes de corne ; ce qu'on attendait pas.